# Юр'ївська селищна територіальна громада
Юр'ївська селищна територіальна громада — територіальна громада в Україні, в Павлоградському районі Дніпропетровської області. Адміністративний центр — селище Юріївка. Не зважаючи на перейменування адміністративного центру, територіальна громада не була перейменована, оскільки наразі відсутні правові підстави і механізми для перейменування територіальних громад.
Площа громади — 398,1 км², населення — 5719 мешканців (2018). 11083 мешканці (2021).
Утворена 29 березня 2017 року шляхом об'єднання Юр'ївської селищної ради та Жемчужненської , Олексіївської , Преображенської , Чернявщинської сільських рад Юр'ївського району.
Розпорядженням Кабінету Міністрів України № 709-р від 12 червня 2020 року «Про визначення адміністративних центрів та затвердження територій територіальних громад Дніпропетровської області» до складу громади увійшли населені пункти колишньої Варварівської сільської громади, Новов'язівської , Новоіванівської та Чаплинської рад.
19 липня 2020 року, в результаті адміністративно-територіальної реформи та ліквідації Юр'ївського району, громада увійшла до складу Павлоградського району.

## Населені пункти
До складу громади входять 2 селища (Юріївка, Ясне) і 45 сіл: 
- Білозерське
- Бразолове
- Варварівка
- Варламівка
- Василівка
- Вербське
- Вербуватівка
- Весела Гірка
- Водяне
- В'язівське-Водяне
- Голубівське
- Долина
- Дубове
- Жемчужне
- Зарічне
- Затишне
- Івано-Межиріцьке
- Катеринівка
- Кіндратівка
- Нижнянка
- Нове
- Новов'язівське
- Новогригорівка
- Новоіванівське
- Новостроївка
- Новотимофіївське
- Новочорноглазівське
- Олексіївка
- Орлівське
- Преображенка
- Призове
- Пшеничне
- П'ятихатки
- Святотроїцьке
- Сокільське
- Терни
- Українське
- Улянівка
- Федорівське
- Чаплинка
- Чернявщина
- Чорноглазівка
- Широка Балка
- Юр'ївське
- Яблунівка